# ZCML
Zope Configuration Markup Language (ZCML) é uma linguagem baseada em XML para configuração de software e componentes Zope.

## Utilização
No Zope 2, o código Python dos produtos é preenchido com códigos de políticas como, configuração de componente, registro, hookings e declarações de segurança, o que adiciona muito conteúdo sem sentido sendo copiado de um "produto" Zope 2 para outro, o que também impede a reutilização de componentes.
O Zope 3 separa todas as políticas do código real e as move para arquivos de configuração separados. O termo "configuração" pode ser um pouco enganador aqui. É melhor pensar nele como uma ligação. 